# Kiss the Future
『Kiss the Future』（キス ザ フューチャー）は、日本のロックバンドSOPHIAの3枚目のアルバム。

## 概要
- 本作品は1996年7月1日にトイズファクトリーよりリリースされた。全7曲収録。
- この作品でオリコンアルバムチャートにてグループ史上初のトップ10にランクインした。
- 前作『GIRLS』リリース以後にからシングル『ヒマワリ』『Early summer rain』がリリースされたが、「Early summer rain」のみ収録された。
- 初回盤はピクチャーレーベル仕様・ステッカーが付属。

## 収録曲
| 全作詞: 松岡充、全編曲: SOPHIA。 |                                                                 |           |          |      |
| #                                | タイトル                                                        | 作詞      | 作曲     | 時間 |
| 1.                               | 「State of love」                                               | 松岡充    | 豊田和貴 | 5:15 |
| 2.                               | 「maybe」                                                       | 松岡充    | 都啓一   | 5:41 |
| 3.                               | 「Early summer rain」(表記はされていないが、アルバムバージョン) | 松岡充    | 豊田和貴 | 4:27 |
| 4.                               | 「Dear my crescent moon」                                       | 松岡充    | 豊田和貴 | 5:16 |
| 5.                               | 「eye」                                                         | 松岡充    | 都啓一   | 6:15 |
| 6.                               | 「Always I miss you」                                           | 松岡充    | 松岡充   | 5:40 |
| 7.                               | 「Kiss the Future」(シークレット・トラック)                     | 松岡充    |          |      |
| 合計時間:                        | 合計時間:                                                       | 合計時間: | 32:34    |      |